# Атрай (подокруг)
Атрай (бенг. আত্রাই, англ. Atrai) — подокруг на северо-западе Бангладеш. Входит в состав округа Наогаон. Образован в 1916 году. Административный центр — город Атрай. Площадь подокруга — 284,41 км². По данным переписи 1991 года численность населения подокруга составляла 166 978 человек. Плотность населения равнялась 587 чел. на 1 км². Уровень грамотности населения составлял 000 %. Религиозный состав: мусульмане — 87,67 %, индуисты — 12,09 %, христиане — 0,03 %, прочие — 0,21 %.